# Andolšek
Andolšek  je priimek v Sloveniji, ki ga je po podatkih Statističnega urada Republike Slovenije na dan 1. januarja 2010 uporabljalo 186 oseb in je med vsemi priimki po pogostosti uporabe uvrščen na 2.323. mesto.

## Znani nosilci priimka
- Andrej Andolšek (1827 - 1882) misijonar v Severni Ameriki
- Andrej Andolšek, pripadnik TO Slovenije (pilot helikopterja, gorski reševalec)
- Dana Mesner Andolšek (*1959), sociologinja, univ. prof. (FDV)
- Gregor Andolšek (*1979), filmski režiser in producent, pevec in kitarist? (Čao Portorož)
- Jože Andolšek (*1951), salezijanec, humanitarni misijonski delavec na Koroškem (prej Kenija, Etiopija)
- Lidija Andolšek Jeras (1929 - 2003), zdravnica ginekologinja, profesorica MF UL, akademičarka
- Stane Andolšek (Stanislav, Stanko), dr. sociologije